# Pavle Žaucer
Pavle Žaucer (partizansko ime Matjaž), slovenski agronom in politični delavec, * 18. december 1914, Janževa Gora, † 31. oktober 1986, Ljubljana.

## Življenje in delo
Klasično gimnazijo je obiskoval v Mariboru in tam 1934 maturiral. Po maturi je v Zagrebu študiral agronomijo in 1940 diplomiral. Do aprila 1941 je delal v laboratoriju Tovarne dušika Ruše. Že kot gimnazijec se je opredelil za napredno delavsko gibanje in bil 1932 sprejet v SKOJ, 1936 pa v KPJ. V Zagrebu je deloval v Akademskem klubu Triglav in Klubu študentov pacifistov. V času španske državljanske vojne je ilegalno vodil prostovoljce čez mejo v Karavankah, Kamniških Alpah in bližini Maribora in bil zaradi tega tudi nekaj časa zaprt, v letih 1938–1940 je bil med organizatorji narodnoobrambnih taborov.
Ob okupaciji je bil z materjo zaprt in izseljen v Srbijo (Vračevšnica pri Gornjem Milanovcu; mater so 1944 ubili četniki), kjer je med izseljenimi Slovenci organiziral odbore OF in odhode v partizane. Poleti 1941 se je tudi sam pridružil partizanom v Takovskem bataljonu, bil pomočnik komisarja v Čačanskem odredu, po formiranju slovenske čete Ivan Cankar novembra 1941 pa je postal njen komisar. Jeseni je sodeloval v boju za Užiško republiko, nato se s preživelimi slovenskimi borci vključil v 1. proletarsko brigado. 1941/1942 se je kot četni komisar udeležil legendarnega igmanskega pohoda, do oktobra 1942 bil v zaščitni četi NOV in POJ v Foči, nato poslan v Slovenijo v Glavni štab NOV in POS, od tod na Štajersko. Od novembra 1942 do junija 1943 je bil sekretar koroškega okrožja, nato član Pokrajinskega komiteja KPS za severno Slovenijo. Leta 1943 je bil na Kočevskem zboru izvoljen v Slovenski narodnoosvobodilni odbor, 1944 se udeležil zasedanja Slovenskega narodnoosvobodilnega sveta v Črnomlju. Od marca 1944 do kapitulacije Nemčije je bil sekretar oblastnega komiteja KPS za Koroško.
Po vojni je do marca 1947 politično delal na Koroškem, nato se je v zunanjem ministrstvu pri vladi FLRJ ukvarjal z vprašanji Trsta in cone B STO in bil med drugim jugoslovanski veleposlanik v Haagu (1948–1950), glavni direktor kemične industrije LRS in predstavnik vlade FLRJ v Vojaški upravi Jugoslovanske armade v coni B STO v Kopru (1953–1954). Kot direktor Kmetijskega inštituta Slovenije (1954–1958) je med drugim organiziral selekcijsko službo v poljedelstvu in vrtnarstvu in uvedel več ukrepov za izboljšanje pridelovalnih in rejskih postopkov. Nato je bil predsednik republiškega zbora Skupščine LRS (1958–1962) in sodnik Ustavnega sodišča SRS (1963–1974). Bil je tudi predsednik Zveze inženirjev in tehnikov Slovenije in Jugoslavije (1958–1966) in častni član Zveze kmetijskih inženirjev in tehnikov Slovenije in Jugoslavije. Nazadnje je bil član Sveta federacije.
Veliko je pisal o predvojnem študentskem gibanju, razvoju partizanstva na Koroškem in povojnem delovanju koroških organizacij. Za svoje delo je prejel več  odlikovanj in priznanj.
Njegovi otroci so Matjaž, Vladimir Pavel, Alenka Rožca.

## Odlikovanja
- Partizanska spomenica 1941
- Red bratstva in enotnosti z zlatim vencem (1945)
- Red zaslug za ljudstvo s srebrnimi žarki (1947)
- Red za hrabrost (1951)
- Red ljudske osvoboditve (1953)
- Red republike z zlatim vencem (1974)
- Red jugoslovanske zastave na lenti (1983)

Prejel je še številna druga priznanja, diplome in plakete, med drugim zlati znak OF, Drabosnjakovo priznanje (1985), Petkovo priznanje (1986).